# Баба-Алі (Астара)
Баба-Алі (перс. باباعلي) — село в Ірані, у дегестані Челеванд, у бахші Лавандевіл, шагрестані Астара остану Ґілян. У переписі 2006 року вказане як окремий населений пункт, але без відомостей про чисельність населення.

## Клімат
Середня річна температура становить 12,84 °C, середня максимальна – 26,96 °C, а середня мінімальна – -1,26 °C. Середня річна кількість опадів – 775 мм.
| Клімат поселення                              | Клімат поселення | Клімат поселення | Клімат поселення | Клімат поселення | Клімат поселення | Клімат поселення | Клімат поселення | Клімат поселення | Клімат поселення | Клімат поселення | Клімат поселення | Клімат поселення | Клімат поселення |
| Показник                                      | Січ.             | Лют.             | Бер.             | Квіт.            | Трав.            | Черв.            | Лип.             | Серп.            | Вер.             | Жовт.            | Лист.            | Груд.            |                  |
| Середній максимум, °C                         | 9,89             | 9,35             | 11,27            | 15,59            | 20,17            | 24,76            | 26,96            | 26,54            | 21,91            | 18,80            | 13,93            | 10,32            |                  |
| Середня температура, °C                       | 4,58             | 4,06             | 5,96             | 10,27            | 14,86            | 19,46            | 23,02            | 22,60            | 17,98            | 14,86            | 9,99             | 6,40             |                  |
| Середній мінімум, °C                          | −0,72            | −1,26            | 0,64             | 4,98             | 9,56             | 14,14            | 19,09            | 18,68            | 14,04            | 10,93            | 6,06             | 2,46             |                  |
| Норма опадів, мм                              | 60               | 58               | 69               | 57               | 51               | 31               | 14               | 37               | 91               | 141              | 95               | 71               |                  |
| Середньомісячна швидкість вітру, м/с          | 2.32             | 2.58             | 2.49             | 2.51             | 2.30             | 2.42             | 2.70             | 2.41             | 2.10             | 2.00             | 2.07             | 2.10             |                  |
| Середньомісячна сонячна радіація, кДж/м²·день | 6872             | 9312             | 11352            | 15727            | 19656            | 22428            | 23480            | 19798            | 15894            | 10784            | 8256             | 6427             |                  |
| --------------------------------------------- | ---------------- | ---------------- | ---------------- | ---------------- | ---------------- | ---------------- | ---------------- | ---------------- | ---------------- | ---------------- | ---------------- | ---------------- | ---------------- |
| Джерело:                                      |                  |                  |                  |                  |                  |                  |                  |                  |                  |                  |                  |                  |                  |